# Hermanas MacDonald
Las hermanas Macdonald eran cuatro mujeres inglesas de ascendencia parcialmente escocesa nacidas durante el siglo XIX, notables por sus matrimonios con hombres conocidos. Alice, Georgiana, Agnes y Louisa eran hijas del reverendo George Browne Macdonald (1805-1868), un ministro de la iglesia Wesleyana Metodista, y de Hannah Jones (1809-1875).

## Biografías
El matrimonio MacDonald tuvo un total de siete hijas y de cuatro hijos:
- Mary (1834-1836), la primogénita;
- Henry (1836-1891), apodado Harry, quien presentó a sus hermanas menores Georgiana y Agnes a sus amigos artistas, incluido Edward Burne-Jones, conocido como  Birmingham Set (un grupo de artistas que incluía a William Morris);
- Alice (1837-1910);
- Caroline (1838-1854);
- Georgiana (1840-1920);
- Frederic William (1842-1928);
- Agnes (1843-1906);
- Louisa (1845-1925);
- Walter (1847-1847);
- Edith (1848-1937), que nunca se casó y vivió en casa hasta la muerte de su madre;
- Herbert (1850-1851).

### Alice
Alice nació el 4 de abril de 1837 en Sheffield. Se casó con John Lockwood Kipling, a quien conoció en el lago Rudyard, en Staffordshire. Se casaron en marzo de 1865, después de que Kipling fuera nombrado escultor de arquitectura y profesor de modelado en la Escuela de Arte e Industria de Bombay (posteriormente conocida como Sir Jamsetjee Jeejebhoy School of Art) durante el enero anterior. Alice se convirtió el 30 de diciembre de 1865 en madre del que llegaría a ser el famoso escritor Rudyard Kipling, que nació en las instalaciones de la escuela. Lord Dufferin dijo una vez de ella: "El aburrimiento y la señora Kipling no pueden existir en la misma habitación".

### Georgiana

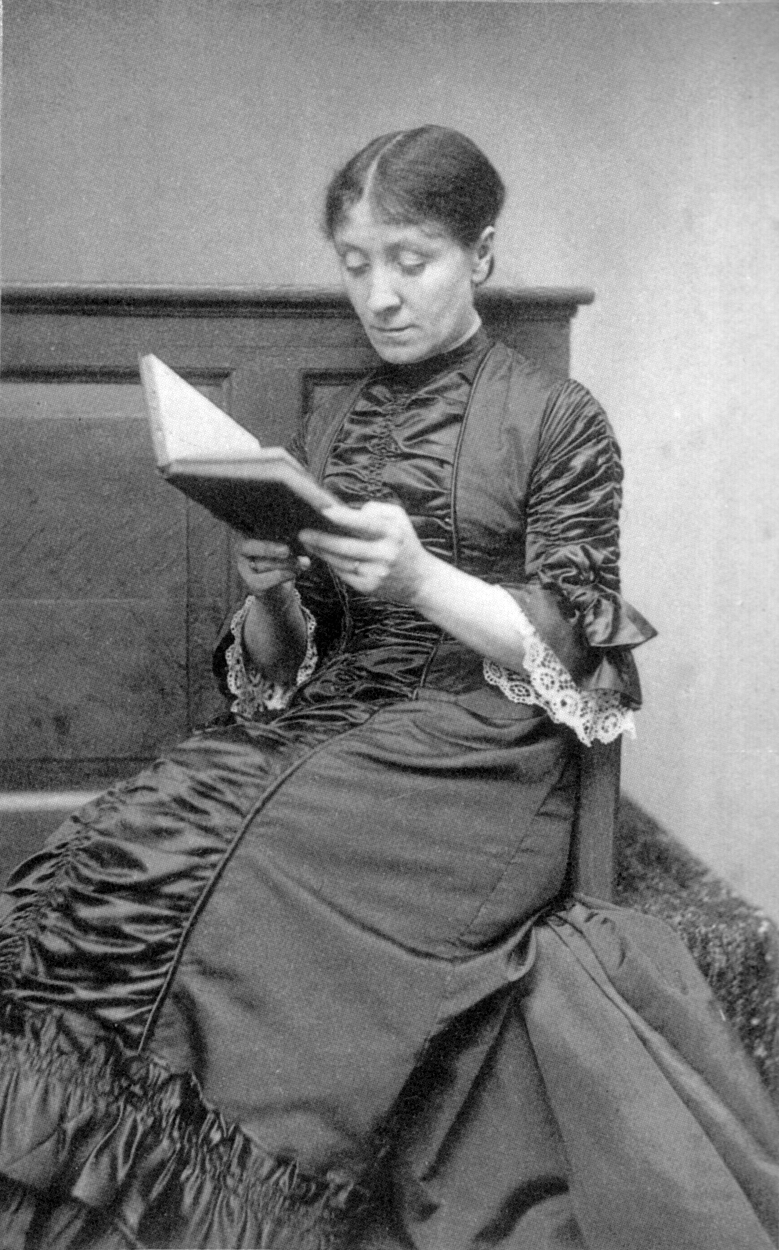
Georgiana Burne-Jones, de soltera Macdonald hacia 1882, fotografiada por Frederick Hollyer

George Macdonald fue trasladado por la Conferencia Metodista a la zona de Birmingham tras el nacimiento de Alice, y fue aquí donde nació Georgie el 28 de julio de 1840. Georgiana y su hermana Agnes recibieron la atención de posibles pretendientes, incluidos los miembros del Birmingham Set, un grupo independiente de artistas visuales y escritores del cual su hermano era miembro. Se casó con el pintor prerrafaelita Edward Burne-Jones, miembro del Set, durante 1859. Tuvieron tres hijos, Philip, Christopher y Margaret, aunque Christopher murió en la infancia. Con el tiempo se convirtió en la suegra del reformador educativo John William Mackail y abuela de los escritores Denis Mackail y Angela Thirkell (nacida Angela Mackail).

### Agnes
Agnes era una pianista talentosa y se pensaba que era la más guapa de las hermanas. Ella y su hermana Georgiana recibieron la atención de posibles pretendientes que eran amigos de su hermano y miembros del Birmingham Set. Finalmente se casó en 1866 con el futuro presidente de la Royal Academy Edward Poynter en una boda doble con su hermana más tranquila, Louisa. Poynter parecía ser un maníaco depresivo y pintaba continuamente hasta que finalmente colapsaba cuando terminaba un trabajo. No tenía emociones y fue Agnes quien suministró el afecto en su hogar. Más adelante, su esposo pintó retratos de dos de sus hermanas. Se cree que la propia Agnes, Jane Morris y sus hermanas Louisa y Georgiana fueron la inspiración para las figuras de la pintura de 1864 de Burne-Jones Verano verde. Agnes, Lady Poynter, murió durante 1906 debido posiblemente a un cáncer del que había sido operada en 1903.

### Louisa
Louisa, escritora, se casó con el industrial Alfred Baldwin en 1866, en una boda doble con su hermana Agnes, quien se casó con Sir Edward Poynter. Alfred y Louisa fueron los padres de Stanley Baldwin, quien fue primer ministro del Reino Unido en tres ocasiones. Después del nacimiento de su hijo, Louisa parecía infeliz con su vida en Worcestershire, donde su esposo era uno de los patrones de la industria del hierro. Tuvo al menos un aborto espontáneo y pasó un tiempo en una silla de ruedas, y en ocasiones permanecía durante días sola en la oscuridad.
Estudios posteriores han notado que se recuperaba cuando estaba de vacaciones, y se ha propuesto que su enfermedad era una forma de hipocondría. Durante la década de 1870, la pareja viajó para encontrar una cura, y Louisa probó una amplia variedad de medicamentos. Se recuperó en 1883 y asumió un papel de liderazgo en el pueblo de Wilden, cerca de Stourport.
En 1886, publicó "Un mártir de Mammon", y en 1889 "La historia de un matrimonio". Su recuperación no duró más que la elección de su marido al parlamento en 1902, y su condición empeoró con la muerte de Baldwin en 1908. Encargó vidrieras para la Iglesia de Todos los Santos de Wilden a Edward Burne-Jones.
Louisa fue, con el tiempo, la abuela de Oliver y de Arthur Baldwin, respectivamente, el segundo y tercer conde Baldwin de Bewdley. Escribió novelas, cuentos y poesía, a veces acreditada con su nombre de casada "Mrs Alfred Baldwin".